# Pseudoxytenanthera bourdillonii
Pseudoxytenanthera bourdillonii är en gräsart som först beskrevs av James Sykes Gamble, och fick sitt nu gällande namn av H.B. Naithani. Pseudoxytenanthera bourdillonii ingår i släktet Pseudoxytenanthera och familjen gräs. Inga underarter finns listade i Catalogue of Life.